# متقلبات ألفا
متقلبات ألفا أو بكتريا ممثلة للضوء غير منتجة للأكسجين (الاسم العلمي: Alphaproteobacteria) هي طائفة من البكتيريا تتبع شعبة المتقلبات.

## رتب
- المستجذريات
- الوردانيات